# Teksańska masakra piłą mechaniczną (film 1974)
Teksańska masakra piłą mechaniczną (oryg. The Texas Chain Saw Massacre) – amerykański horror filmowy z 1974 roku w reżyserii Tobe’a Hoopera, znany jako jeden z pierwszych oficjalnych slasherów. Przyniósł sławę reżyserowi i otworzył mu drogę do kariery w Hollywood. Na przestrzeni lat uzyskał status filmu kultowego, a przez filmoznawców zaliczany jest do grona najlepszych horrorów w dziejach kinematografii. Magazyn Entertainment Weekly umieścił go na pozycji szóstej zestawienia „Pięćdziesięciu najbardziej kultowych filmów”.
Doczekał się trzech sequeli oraz remake’u i prequela, odpowiednio w latach: 1986, 1990, 1994, 2003, 2006. W 2013 wydano kolejną kontynuację, Piłę mechaniczną 3D, którą reżyser okrzyknął jako pierwszy właściwy sequel horroru Hoopera.
Obraz opowiada o losach diabolicznej rodziny mieszkającej na peryferiach stanu Teksas. Spośród nich wyróżnia się Leatherface, noszący na twarzy maskę z ludzkiej skóry i mordujący ludzi głównie za pomocą tytułowej piły mechanicznej.
W 2024 roku Teksańska masakra piłą mechaniczną została wprowadzona do Narodowego Rejestru Filmowego Stanów Zjednoczonych jako film „znaczący kulturowo, historycznie lub estetycznie”.

## Fabuła
Wczesnym rankiem 18 sierpnia 1973 roku złodziej grobów kradnie kilka zwłok z cmentarza w pobliżu Newt, w hrabstwie Muerto w stanie Teksas. Złodziej przywiązuje gnijące zwłoki i inne części ciała do pomnika, tworząc makabryczną ekspozycję, którą odkrywa miejscowy mieszkaniec. Tymczasem piątka nastolatków – niepełnosprawny Franklin Hardesty, jego siostra Sally, piękna Pam, jej chłopak Kirk i chłopak Sally Jerry – wybiera się do Teksasu, by odwiedzić grób dziadka Hardestych i następnie spędzić wakacje w domu należącym do rodziny Sally i Franklina. Podczas dłużącej się podróży zabierają ze sobą dziwacznego autostopowicza, który w ich vanie rani najpierw siebie, a następnie Franklina brzytwą. Mężczyzna zostaje wyrzucony z pojazdu.
Po dotarciu na miejsce grupa rozdziela się i wybiera się na zwiedzanie okolicy. Pam i Kirk szukają jeziora, w którym chcą popływać. Po drodze trafiają na odludny dom, do którego Kirk wchodzi, by pożyczyć od właścicieli potrzebną benzynę, pozostawiając swoją dziewczynę przed posesją. Podczas przeszukiwania domu pojawia się postawny mężczyzna w masce wykonanej z ludzkiej skóry i morduje Kirka młotkiem. Gdy powrót Kirka się przedłuża, do domu wchodzi też Pam. W poszukiwaniu chłopaka natrafia na pomieszczenie, w którym znajduje różne przedmioty wykonane z ludzkich kości. Uciekając, zostaje złapana przez mężczyznę w masce, który zaciąga ją do swojego rzeźniczego pomieszczenia, gdzie Pam dostrzega zwłoki Kirka.
Mężczyzna w masce wiesza Pam na rzeźniczym haku i powraca do obrabianego przez siebie ciała Kirka. Tymczasem, po powrocie do vana, Sally i Franklin zaczynają martwić się o swoich przyjaciół. Jerry zostaje wysłany na ich poszukiwania i trafia do tego samego domu, co oni. W chłodziarce znajduje ciało Pam, które nagle powraca do życia. Na miejscu zjawia się mężczyzna w masce, zabija Jerry’ego uderzeniem młota i wpycha Pam z powrotem do chłodziarki. Gdy nadciąga wieczór, Sally i Franklin wybierają się na poszukiwania niepowracających przyjaciół. W lesie zaskakuje ich mężczyzna w masce płatający ciało Franklina piłą mechaniczną.
Sally ucieka, krzycząc, a mężczyzna w masce rusza w pogoń za nią. Dziewczyna odnajduje drogę na stację benzynową, którą wcześniej odwiedziła wraz z grupą. Właściciel stacji będący starym człowiekiem próbuje uspokoić Sally. Sally ulega mężczyźnie, lecz szybko orientuje się, że jest on powiązany ze ścigającym ją psychopatą i autostopowiczem, który zaatakował Franklina. Sally budzi się przywiązana do krzesła, posadzona przy stole, podczas kolacji organizowanej w rzeźniczym domu przez autostopowicza, mężczyznę w masce mającego pseudonim Leatherface, i ich starszego brata – starego człowieka, którzy wraz ze swoim niemal zmumifikowanym dziadkiem zastraszają ją i grożą jej. Sally cudem uwalnia się z knebli i wybiega z domu, wyskakując przez okno.
Leatherface i autostopowicz gonią ją, a drugi z psychopatów dźga ją podczas pościgu brzytwą. Gdy grupa pojawia się nagle na drodze, kierowca ciągnika siodłowego przejeżdża autostopowicza zabijając go na miejscu. Zatrzymuje się w obawie o ofiarę, lecz zostaje zaatakowany przez Leatherface’a, który następnie goni jego i Sally. Kierowca tira rzuca w Leatherface’a narzędziem w głowę, przez co morderca traci przytomność. Szybko ją odzyskuje, gdy potwornie rani sobie nogę piłą. Sprawca wypadku ucieka, a Sally zatrzymuje kierowcę pick-upa i wsiada do jego samochodu w ostatniej chwili przed atakiem Leatherface’a. Sally, w skrajnej histerii, cieszy się z udanej ucieczki, pozostawiając sfrustrowanego Leatherface’a, ze wściekłością i goryczą porażki wymachującego w powietrzu piłą mechaniczną.

## Obsada
| Postać            | Aktor                   |
| ----------------- | ----------------------- |
| Sally Hardesty    | Marilyn Burns           |
| Franklin Hardesty | Paul A. Partain         |
| Jerry             | Allen Danziger          |
| Pam               | Teri McMinn             |
| Kirk              | William Vail            |
| Leatherface       | Gunnar Hansen           |
| Autostopowicz     | Edwin Neal              |
| stary człowiek    | Jim Siedow              |
| Dziadek           | John Dugan              |
| kierowca tira     | Ed Guinn                |
| kierowca pick-upa | Perry Lorenz            |
| narrator          | John Larroquette (głos) |

## Produkcja
Koncepcja filmu zrodziła się na początku lat siedemdziesiątych, kiedy Tobe Hooper pracował jako asystent reżyserski na University of Texas at Austin oraz jako kamerzysta filmów dokumentalnych. Tobe Hooper twierdzi, że pomysł na film przyszedł mu w momencie, kiedy stał w zatłoczonym sklepie z narzędziami. Mężczyzna obmyślił wówczas fragmentaryczną historię, której kluczowymi elementami byłyby izolacja, ciemność i wędrówka po lasach. Za źródło inspiracji podał działalność seryjnego mordercy Eda Geina.

## Wydanie
Jeszcze w fazie postprodukcji występowały problemy z wydaniem filmu do dystrybucji ze względu na jego brutalność. Ostatecznie 28 sierpnia 1974 roku wytwórnia Bryanston Distributing Company wyraziła zgodę na jego promocję. Tobe Hooper ubiegał się dla swojego filmu o kategorię PG (z ang. parental guidance suggested; według amerykańskiego systemu przyznawania filmom kategorii wiekowych, dozwolony od lat siedmiu i wymagana jest kontrola rodzicielska), stąd ograniczył ilość krwi i drastyczne sceny do minimum, jednak ostatecznie stowarzyszenie MPAA przyznało mu oznaczenie R (restricted; osoby poniżej siedemnastego roku życia mogą oglądać film jedynie z rodzicem lub pełnoletnim opiekunem). Amerykańska kategoria R okazała się ulgowa, gdy liczne kraje zakazały dystrybucji filmu na swoich terenach, a inne opóźniły jego premierę do kilku, kilkunastu lub nawet kilkudziesięciu lat. Powstawały także wersje ocenzurowane, przy czym poddawane były mocnym obróbkom montażowym.
Wydania filmu pierwotnie zabroniono w następujących krajach:
- Niemcy (film wszedł do niemieckich kin w 1978 roku w wersji skróconej, jednak jego wydanie wideo napotkało problemy ze strony prawnej; ostatecznie film został dopuszczony do dystrybucji w wersji nieocenzurowanej w 2011 roku)
- Wielka Brytania (dystrybucji filmu zakazano w 1974 roku; w pierwszej połowie lat 80. film był dystrybuowany na wideo, gdy jeszcze filmy wydawane na kasetach nie otrzymywały certyfikatu BBFC; gdy wymóg otrzymywania certyfikatu się pojawił, film na kilkanaście lat zniknął z dystrybucji; w 1999 roku wydano go w kategorii 18; wcześniej kilkakrotnie był wyświetlany w Londynie w 1976 (premiera) i 1998 roku i w Camden na początku roku 1999)
- Brazylia (pierwotnie zakazano dystrybucji filmu; w 1998 roku wydano go w kategorii 18)
- Australia (pierwotnie zakazano dystrybucji filmu; w 1984 roku wydano go w kategorii R)
- Chile (pierwotnie film mogły oglądać osoby powyżej osiemnastego roku życia, lecz w 1978 roku zabroniono jego dystrybucji)
- Islandia (dystrybucji filmu zakazano w 1985 roku; po latach wydano go w kategorii 16)
- Irlandia (pierwotnie zakazano dystrybucji filmu; po latach wydano go w kategorii 18)
- Norwegia (pierwotnie zakazano dystrybucji filmu; w 1997 roku wydano go w kategorii 18; w 2014 roku kategorię wiekową obniżono do 16)
- Nowa Zelandia (dystrybucji filmu zakazano w 1977 roku; w 1984 roku wydano go w kategorii R18; w 2007 roku kategorię wiekową zmieniono na R16)
- Szwecja (dystrybucji filmu zakazano w 1984 roku; w grudniu 2000 roku film miał premierę na festiwalu filmowym w Uppsali; w 2001 roku wydano go w kategorii 15)
- Singapur (pierwotnie zakazano dystrybucji filmu; po latach wydano go w kategorii M18)
- Finlandia (dystrybucji filmu zakazano w 1984 roku; w 1996 roku wydano go w kategorii K-18)
- Francja (film miał premierę w 1975 roku na festiwalu w Cannes; później zakazano jego dystrybucji; po latach wydano go w kategorii 16)
- Malezja (film pozostaje zakazany)

Od momentu premiery, film wydano na kasetach VHS, LaserDiscu oraz dyskach CED, UMD, DVD i Blu-ray.
26 października 2009 roku film został wydany na DVD w Polsce, nakładem Epelpolu.

## Spuścizna
Wpływom Teksańskiej masakry piłą mechaniczną, okrzykniętej jednym z najlepszych i najbardziej wpływowych filmów grozy w historii światowej kinematografii, uległy twory licznych reżyserów horrorów. Ridley Scott kredytował film jako źródło inspiracji dla swojego klasyka Obcy – ósmy pasażer Nostromo (1979). Śladem Tobe’go Hoopera poszli także scenarzyści niezależnego filmu Halloween (1978), Debra Hill i John Carpenter. Halloween również nie epatował widzów krwawymi scenami i bluzgającym językiem, a na przestrzeni lat uzyskał status filmu kultowego. „Nie chcieliśmy, by film był brutalny. Chcieliśmy, by był jak pajac na sprężynie, wyskakujący z pudełka po jego otwarciu” – wyznała Hill. Halloween znalazł się wśród dwudziestu pięciu najlepszych filmowych horrorów według tygodnika Time. Według Rebecki Ascher-Walsh film zainspirował popularne serie horrorów: trylogię Martwe zło Sama Raimiego, cykl Halloween oraz Blair Witch Project i jego sequel: Księgę Cieni: Blair Witch 2. Również Dom tysiąca trupów (2003) Roba Zombie powstał z fascynacji reżysera projektem Hoopera.
Teksańska masakra piłą mechaniczną zainspirowała nie tylko filmowców. Punkrockowy zespół The Ramones złożył filmowi hołd w swoim utworze pt. Chain Saw, znajdującym się na albumie Ramones, wydanym 23 kwietnia 1976 roku. Zmarły w 2001 roku członek zespołu, wokalista Joey Ramone, słowa do piosenki napisał po obejrzeniu filmu.
Postać Leatherface’a zainspirowała także gitarzystę Bucketheada, który wykorzystał fragmenty dialogów z filmu w utworach z płyty Giant Robot (NTT Records, 1996), a kilka kompozycji to jego autorska wizja muzycznej ilustracji do scen z filmu.
Redaktorzy witryny filmyfantastyczne.pl wymienili projekt w notowaniu stu najlepszych horrorów, jakie kiedykolwiek powstały, przypisując mu pozycję siódmą.
W 2024 roku film dodano do Narodowego Rejestru Filmowego Stanów Zjednoczonych – oznacza to szczególną ochronę filmu i przechowywanie go w Bibliotece Kongresu jako dzieło „znaczące kulturowo, historycznie bądź estetycznie”.

## Sequele, remake i prequel
Sukces filmu Hoopera przyczynił się do powstania długiej serii filmowej. Filmy z właściwej serii powstały w latach 1986–1994; były to trzy sequele powiązane kolejnymi postaciami członków rodziny Sawyer. Teksańska masakra piłą mechaniczną 2 (1986) i Teksańska masakra piłą mechaniczną 3 (1990) były czarnymi komediami z elementami gore. Wydana w 1994 roku Następne pokolenie bezpośrednio kontynuowała wątek przedstawiony w filmie oryginalnym i zawierała znikome tylko ilości czarnego humoru. W 2003 roku, kiedy moda na odświeżanie starszych datą horrorów rosła, Marcus Nispel odnowił konwencję serii i wyreżyserował remake filmu Hoopera, który przysporzył serii nowych fanów. Film odniósł spory sukces komercyjny i przyczynił się do realizacji prequela remake’u o podtytule Początek (2006). W Hollywood spekulowano krótko na temat realizacji kolejnej części filmu – kontynuacji prequela, jednak z planów zrezygnowano. W 2013 premierę miała Piła mechaniczna 3D, którą reklamowano jako pierwszy prawdziwy sequel Teksańskiej masakry piłą mechaniczną.

## Nagrody i wyróżnienia
- 1976, Avoriaz Fantastic Film Festival:
  - Nagroda Krytyków dla Tobe’a Hoopera
- 2015, Academy of Science Fiction, Fantasy and Horror Films:
  - nominacja do nagrody Saturna w najlepsze specjalne wydanie filmu na DVD/Blu-rayu (40th Anniversary Collector’s Edition)